# Constantin von Grewingk
Constantin Caspar Andreas von Grewingk (ur. 14 stycznia 1819 w Fellinie, zm. 30 czerwca 1887 w Dorpacie) – niemiecko-rosyjski geolog i mineralog.
Urodził się w rodzinie Niemców bałtyckich jako syn Caspara Johanna Grewingka (1777–1860) i Christine z domu Schramm (1789–1832). Jego przodkowie od strony ojca prawdopodobnie przybyli do Kurlandii z Holandii. Uczęszczał do gimnazjum w Dorpacie, następnie studiował nauki przyrodnicze na Dorpackim Uniwersytecie. W lutym 1842 otrzymał tytuł cand. phil. po przedstawieniu pracy Die Mitscherlich’sche Lehre von Homöomorphismus und deren Einfluß auf die Mineralogie. Studia uzupełniał w Berlinie, Fryburgu i Jenie, gdzie w grudniu 1843 przyznano mu tytuł doktora filozofii. W kwietniu 1846 został konserwatorem zbiorów mineralogicznych Carskiej Akademii Nauk w Sankt Petersburgu. Brał udział w wielu wyprawach geologicznych. W 1854 powołany na katedrę geologii i mineralogii Uniwersytetu w Dorpacie.
Na jego cześć nazwano lodowiec na Alasce.

## Wybrane prace
- Geologie von Liv- und Kurland
- Steinalter der Ostseeprovinzen Liv-, Esth- und Kurlands und einiger angrenzenden Landstriche; Dorpat 1865
- Zur Kenntniß der in Liv-, Esth- und Kurland aufgefundenen Steinwerkzeuge heidnischer Vorzeit; Dorpat 1871
- Zur Archäologie des Balticums und Rußlands; Archiv f. Anthropologie 1874, 1879
- Schmidt, Grewingk. Über die Meteoritenfälle von Pillistfer, Buschhof und Igast in Liv- und Kurland